# Konak (Sarajevo)
Konak (tur. konak - dom, dvorac, prenoćište), rezidencijalno je zdanje u sarajevskom naselju Bistrik, u općini Stari grad.
Sagrađena u vrijeme Osmanskog Carstva za potrebe sultanovih namjesnika u Sarajevu. U to vrijeme je bila sjedište valije i uprave Bosanskog vilajeta. Danas je u vlasništvu Predsjedništva Bosne i Hercegovine.

## Povijest
Sultanovi namjesnici u Bosni su svoja sjedišta imali u: Sarajevu (1463. – 1553.), zatim u Banjoj Luci (1553. – 1638.), potom opet u Sarajevu (1638. – 1669.), u Travniku (1669. – 1851.), pa, po treći put, u Sarajevu, nakon 1851. godine. 
Rezidencije namjesnika su se za vrijeme osmanske uprave nazivale saraji, begluk-saraji (bejluk-saraj), odnosno konaci. U Sarajevu se, na mjestu današnje kasarne na Bistriku, nalazio stari begluk-saraj, sagrađen između 1453. i 1462, a koji je stradao prilikom upada vojske Eugena Savojskog, 1697. godine. 
Današnji konak podignut je po preseljenju sjedišta namjesnika iz Travnika u Sarajevo, za uprave Šerif Topal Osman-paše. To je reprezentativna trokatna građevina podignuta 1869. godine. Nalazi se u naselju Bistrik, između zgrade AZUBiH na zapadu, Careve džamije na sjeveru, ulice Konak na istoku i Franjevačke ulice na jugu. Kada je izgrađena, bila je jedina zgrada u Sarajevu na tri kata. Okružen visokim zidom, dvorac ima prilaz s istočne strane, kroz veliku kapiju, i zapadne strane, s Trga Austrije.
U duhu osmanskog baroka palaču, uz koju je podignuta i manja zgrada u kojoj je bio haremluk (vezirov stan), projektovali su je Splićani Franje Linardov i Franjo Moise. Za vrijeme austrougarske vladavine na objektu i njegovoj neposrednoj okolini izvršeni su 1906. godine izvjesni građevinski radovi, te je urađen dvorišni prostor i postavljene po dvije u kamenu uklesane figure lavova. Enterijer karakterizira funkcionalan raspored prostorija, opremljenih vrhunski izrađenim namještajem i ukrašenih umjetninama izuzetne umjetničke vrijednosti. Ova monumentalni dvorac predstavlja jedan od najvažnijih objekata za povijesti Bosne i Hercegovine u razdoblju od skoro 150 godina. Ovaj objekt je unikatan, jer u cijeloj Bosni i Hercegovini ne postoji ni jedan drugi sačuvani konak, kao sjedište vezira.
Konak je do 1878. bio sjedište vlade, tu su se održavale audijencije kod vezira, a jedanput godišnje i zasjedanja Zemaljske skupštine. U Konaku je nakon Berlinskog kongresa 1878., na kojem je Austro-Ugarskoj povjerena uprava nad Bosnom i Hercegovinom, formirana Narodna vlada.
Tijekom austro-ugarske uprave u Konaku su boravili poglavari zemlje, tu je spavao austrougarski car Franjo Josip I. četiri dana, za vrijeme posjeta Sarajevu svibnja 1910. godine. Nakon atentata 28. lipnja 1914. godine tamo su dovezena tijela austrougarskog prestolonasljednika Franza Ferdinanda i njegove supruge Sofije. Kako piše u pojedinim zapisima, oboje su bili živi kada su ih dovezli u rezidenciju, no preminuli su od povreda. O tome postoje i zapisi liječnika koji ih je pregledao i proglasio smrt. Franz je bio ranjen u vrat, a Sofija u stomak. U objektu je izvršena i njihova obdukcija, te izložen njihov posmrtni odar.
Od 1918. do 1941. u kompleksu su boravili generali, veliki župani i banovi, a za Kraljevine Jugoslavije korišten je i kao kraljevska rezidencija. Prvi medicinski fakultet u Bosni i Hercegovini, otvoren 22. studenoga 1944. godine u Sarajevu, bio je smješten u Konaku i okolnim zgradama. Poslije Drugog svjetskog rata Konaku je vraćena rezidencijalna funkcija, u njemu je povremeno boravio predsjednik SFR Jugoslavije Josip Broz Tito i visoki strani gosti prilikom službenih posjeta.
U vrijeme kada se odlučivalo o unutrašnjem ustrojstvu Bosne i Hercegovine tijekom raspada SFR Jugoslavije, u Konaku su, nakon provedenog Referenduma o neovisnosti, od 16. do 17. ožujka 1992. godine održavani pregovori pod pokroviteljstvom Europske zajednice predvođene portugalskim diplomatom Joseom Cutileirom.
Iako je okružena zgradama i zidovima, tijekom rata u BiH je pretrpjela manja oštećenja, ali s obzirom na to da nikada nije u potpunosti restaurirana, rađeni su pojedinačni popravci do 2000. godine, počela je propadati. Ipak, u njoj su se sve do 2013. godine održavali bitni sastanci, a boravili su i ambasadori. Tako je prvi trojni sastanak šefova država Bosne i Hercegovine, Hrvatske i Savezne Republike Jugoslavije, održan u ovoj rezidenciji 15. srpnja 2002. godine.
Konak je Nacionalni spomenik Bosne i Hercegovine.

## Vanjske poveznice
- Konak